# Cucurbita radicans
Cucurbita radicans är en gurkväxtart som beskrevs av Naud.. Cucurbita radicans ingår i släktet pumpor, och familjen gurkväxter. Inga underarter finns listade i Catalogue of Life.